# Yasuto Honda
Yasuto Honda (jap. 本田 泰人, Honda Yasuto; * 25. Juni 1969 in Kitakyūshū, Präfektur Fukuoka) ist ein ehemaliger japanischer Fußballspieler.

## Nationalmannschaft
1995 debütierte Honda für die japanische Fußballnationalmannschaft. Honda bestritt 29 Länderspiele und erzielte dabei ein Tor. Mit der japanischen Nationalmannschaft qualifizierte er sich für die Asienmeisterschaft 1996.

## Errungene Titel
- J. League: 1996, 1998, 2000, 2001
- Kaiserpokal: 1997, 2000
- J. League Cup: 1997, 2000, 2002

## Persönliche Auszeichnungen
- J. League Best Eleven: 1993